# 아고다
아고다(Agoda)는 아시아 태평양 지역에 있는 호텔을 우선으로 온라인 호텔예약 서비스를 제공하는 기업으로 싱가포르에 본부를 두고 방콕, 홍콩, 쿠알라룸푸르, 푸켓, 발리, 시드니, 도쿄, 서울, 베이징, 상하이, 뉴욕, 런던 그리고 마닐라에 사무소를 두고 있다.

## 역사
아고다(Agoda)는 1990년 후반, 창립자 마이클 케니(Michael Kenny)가 플래닛홀리데이닷컴(PlanetHoliday.com)을 개설함으로 시작했다. 이는 호텔과 여행 정보에 대한 거대한 공백을 급성장하는 검색 엔진의 힘을 사용하여 채우자는 발상에서 비롯된 것이다. 플래닛홀리데이는 업계 최초의 호텔 예약 사이트 중 하나로 그 결과, 수십억 달러를 벌어들이는 사업으로 성장하였다.
뉴욕주 롱아일랜드 출신의 케니는 90년대 초 태국으로 이주, 푸껫 섬에서 웹사이트를 구축하여 소규모로 사업을 시작하였다. 여행업계를 철저히 파괴한 2001-2002 닷컴 붕괴와 뉴욕 9ㆍ11테러 사건 그리고 2003년에 창궐한 사스(SARS)까지 아무도 예상하지 못한 재앙과 같은 사건들 속에서도 플래닛홀리데이닷컴을 포함한 온라인 호텔 예약 업계는 살아남았다.
2002년 푸껫에서 방콕으로 본부를 이전, 2003년에는 프리시전레저베이션스닷컴(PrecisionReservations.com)과 파트너 웹사이트를 맺고 더 많은 호텔 객실을 판매하였다. 그리고 2005년 말, 플래닛홀리데이닷컴과 프리시전레저베이션스닷컴은 아고다 컴퍼니(Agoda Company Pte.Ltd)로 합병하였다.

## 기업인수
2007년 11월아고다 컴퍼니는 프라이스라인닷컴(priceline.com, NASDAQ: PCLN)에 인수되어, 프라이스라인컴이 국제적으로 인수한 세 번째 기업이 되었다. 현재는 약 4500명의 직원을 두고 한국어, 중국어, 불어, 스페인어, 일어, 태국어 등 총 38개의 언어로 호텔 예약 서비스를 제공하고 있다.

## 수상
아고다는 ‘트래블몰 웹 어워드 아시아 2008’에서 최고의 호텔 사이트 상을 수상하였다.